# NGC 45
NGC 45 ist eine Spiralgalaxie vom Hubble-Typ SAdm mit aktivem Galaxienkern und geringer Oberflächenhelligkeit im Sternbild Walfisch südlich des Himmelsäquators. Sie ist schätzungsweise 22 Millionen Lichtjahre von der Milchstraße entfernt und hat einen Durchmesser von etwa 55.000 Lichtjahren.
Aus Erdsicht steht NGC 45 in der Nähe verschiedener Galaxien der Sculptor-Gruppe, dem es folglich zugerechnet wurde. Die im Vergleich zu den übrigen Galaxien dieser Gruppe stark abweichende Relativgeschwindigkeit deutet jedoch eher darauf hin, dass die Galaxie nicht zu dieser Gruppe gehört, sondern von der Erde aus gesehen dahinter liegt.
Im selben Himmelsareal befinden sich u. a. die Galaxien NGC 24, NGC 66, PGC 1325, PGC 73293.
Das Objekt wurde am 11. November 1835 von dem englischen Astronomen John Herschel entdeckt.

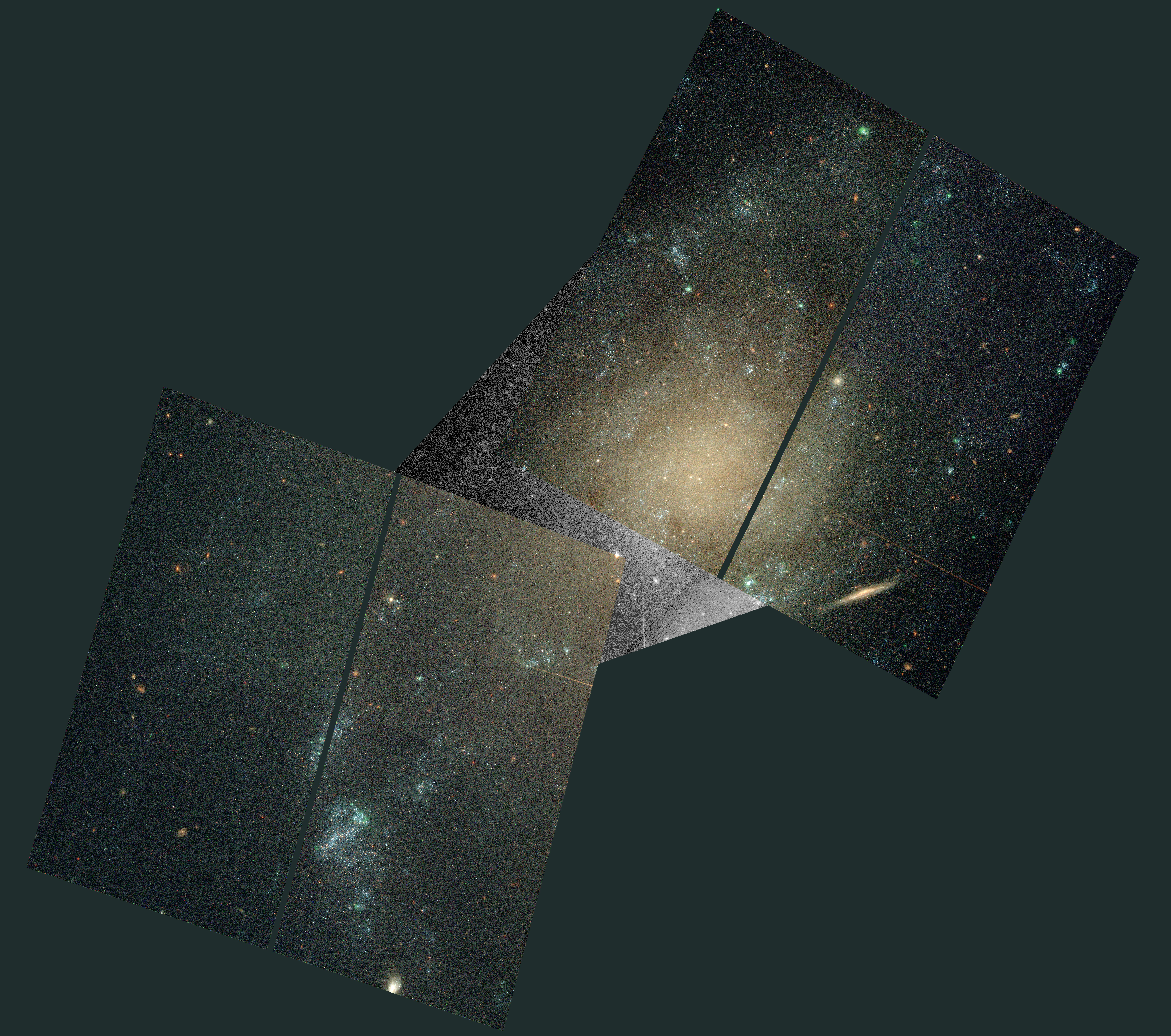
Kombination dreier hochaufgelöster Hubble-Space-Telescope-Aufnahmen von NGC 45
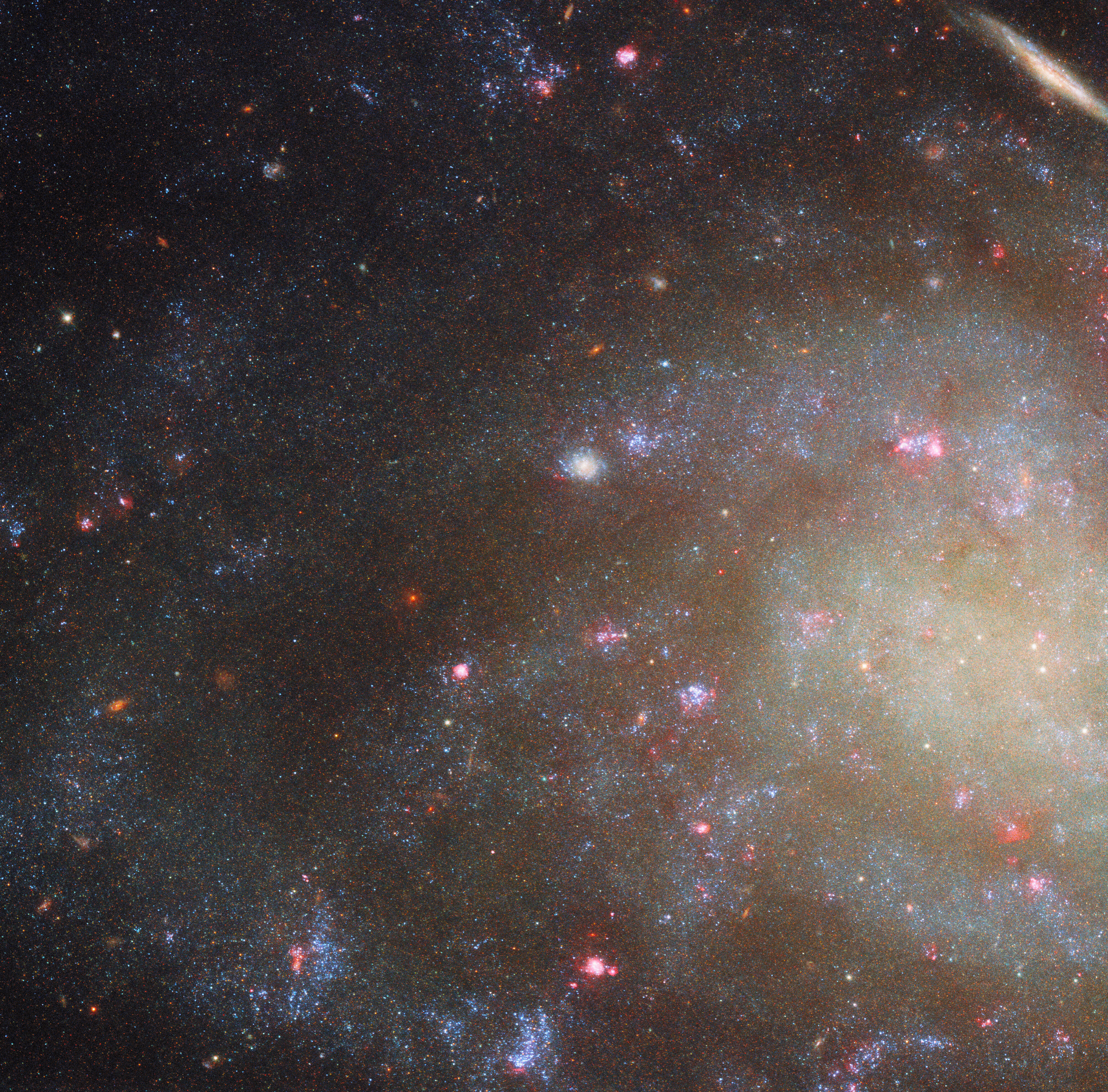
Hubble-Space-Telescope-Aufnahme
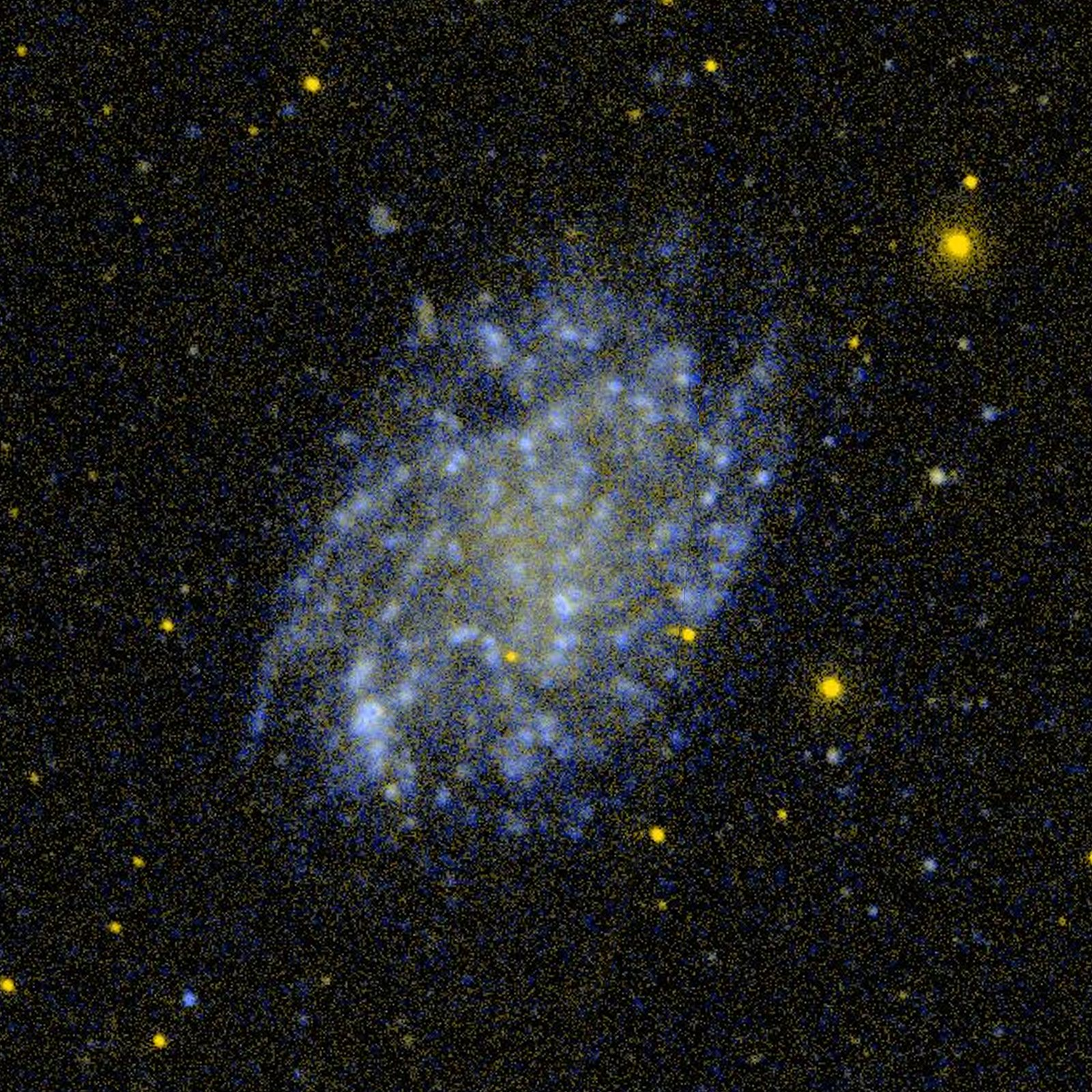
Aufnahme der Ultraviolettstrahlung mithilfe von GALEX